# Fellingsbro folkhögskola
Fellingsbro folkhögskola grundades 1915 i Fellingsbro genom en donation av fellingsbroaren Lars Eriksson. Skolan hade från början dåvarande Fellingsbro landskommun som huvudman och var en typisk bygdeskola, som spelade en viktig roll inte bara som skola, utan också som kulturcentrum och kulturförmedlare. År 1948 blev Örebro läns landsting (nuvarande Region Örebro län) ny huvudman. Rektor för skolan 1915–1945 var Einar Odhner.
I januari 1976 brann skolbyggnaden ned. År 1984 stod en ny huvudbyggnad och nya elevhem klara, och under det följande året rustades övriga byggnader upp. Skolan byggde under 1980- och 1990-talet upp en verksamhet med korta samverkanskurser för fackförbunden i Örebro län och för funktionshinderorganisationerna. Under 1990-talet växte verksamheten tillsammans med funktionshinderorganisationerna stadigt.
Idag har skolan en tydlig profil då den, bland andra, vänder sig till personer med funktionsnedsättning samt har yrkesutbildningar inom området. Det finns också en stor allmän kurs.
Skolan är politiskt och religiöst obunden och tillgänglig för alla.

## Skolans kurser[2]
- Allmän kurs
- Allmän kurs för teckenspråkiga
- Allmän kurs på distans
- Allmän grundkurs
- Teckenspråkskurs
- Teckenspråkskurs på distans
- Svenska som andraspråk
- Friskvårdskurs för personer med förvärvad hjärnskada
- Projektkurs för personer med lindrig utvecklingsstörning
- Baskurs för personer med Aspergers syndrom eller annan diagnos inom autismspektrum utan utvecklingsstörning
- Behandlingspedagogutbildning
- Utbildning till Personlig assistent
- Teckenspråkstolk- och dövblindtolkutbildning
- Syntolksutbildning